# Centesima rerum venalium
Centesima rerum venalium (literalmente centésimo del valor de todo vendido en latín) era un impuesto de un 1% sobre bienes vendidos en subasta.

## Historia
Los ingresos del impuesto fueron a un fondo para pagar beneficios de jubilación militar (aerarium militare). Fue uno de los tres impuestos indirectos importantes recaudados sobre ciudadanos romanos en las provincias del Imperio.